# Packraft

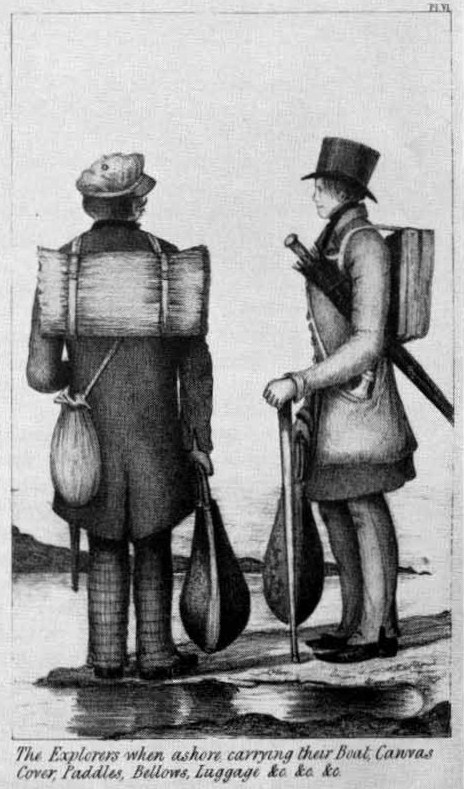
Halkett boat，packraft的前期形状

Packraft或 trail boat，特指一种小型易搬运的充气船，用于各种水域的漂流，包括白水、海湾河峡湾。这种船由于重量轻，常和桨、救生衣打包作为便携的船筏装备，并和帐幕、给养、生存装备等，用于全地形穿越。现代的packraft有便宜的但不够耐用，也有的耐用但价格高达1000美元，一般重量小于4kg，单人船较常见，与之配合的桨通常可以分成2节或4节。划船者一般取坐姿，也有把双脚伸直或翘起。

## 溯源
packraft的最初用途已不可考，诸如浮胎等小船作用都类似于packarft，这些已在世界各地应用了一个多世纪，起先是哈克特船。而最早使用packraft且有记录者，则是1952年Dick Griffith将packraft用于Urique河（墨西哥）Copper峡谷的漂流。。1982年，packraft被应用于阿拉斯加山川荒原经典赛，如今packraft在该项探险赛事中已是常见装备。过去一些公司生产有较耐用的packraft，如Sherpa、Curtis和American Safety。另外飞行员的救生筏也是packraft的应用之一，原先packraft的用途还包括在水池中的玩具筏、在湖中摆渡人员或装备，但这些筏子的耐用性都欠佳。

## 现状
阿拉斯加通常被视作packraft运动的诞生地，在这里进行长距离荒野穿越就必须有一条便携能渡河的小船。Dick Griffith、Roman Dial（《Packrafting ! An Introduction and How-to Guide》作者）、阿拉斯加山川荒原经典赛、Sheri Tinger（Alpacka Rafts创建者）Erin Mckittrick（《A Long Trek Home: 4000 Miles by Boot, Raft and Ski》作者）及其丈夫Bretwood Higman等，都在或曾在阿拉斯加。在阿拉斯加外的美国其他地区，Forrest McCarthy、Nathan Shoutis 和 在怀俄明州、蒙大拿州、华盛顿州、犹他州和阿里桑纳州等地开展过packrafting，在欧洲挪威等地packraft也逐渐流行起来，而在墨西哥、东南亚、澳洲（包括Franklin River）、新西兰、南美洲等地亦有使用。该船经常被用于漂渡河流、溪水、湖泊。
packrafts曾被历史性用作长途荒野穿越，包括Higman-McKittrick 4500英里探险（沿着太平洋海岸线，从西雅图到达阿留申群岛）。在欧洲，packrafts常和火车旅行结合起来，大部分都作徒步并在2级以下的平水中活动。而在小流量的3级激流和其他一些白水中，过去认为只有kayak和大型船筏可以胜任，而现在packraft亦不鲜见。而增加的spray deck（裙）等使得更易操控，甚至还能完成基本的翻滚动作。除了旅行者，垂钓和打猎亦可应用packraft。

## 特征
packraft常加上spray deck（裙），配合急救绳、桨、适当的衣服（如dry suit，即干式防水服）、垫子、头盔、背包、防水袋，重量合计约7kg。船体充气可采用嘴巴吹或电动气泵，最常见的使用充气袋。

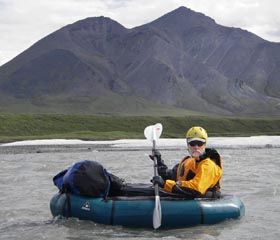
Alpacka Raft，用的是kayak paddle

与水池玩具（Pool Toy）的区别：packrafts/trail boats用于开放水域，而Pool Toy只能在泳池之类的地方用；
与单兵携带（Man-Portable）的区别：packraft的重量只是单兵携带筏的一小部分，个人可通过packraft和食物、饮水、幕帐等，完成长距离复杂地形的穿越。

## 使用

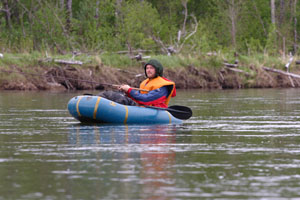
在packraft上垂钓.

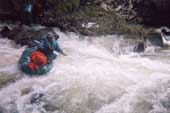
在激流中，背包缚于船舷

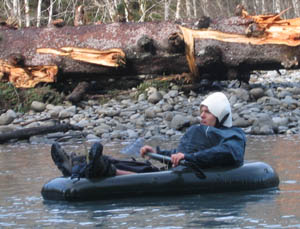
一条Sevlyor trail boat在华盛顿州的Queets River

Packrafts的许多应用，包括：
- 渡河 [3].
- 白水 (高达4级) [3].
- 远方湖泊垂钓 [3].
- 观光船[4].
- 探险越野赛（英语：Adventure Racing） [5].
- 开放水域横渡[6].
- 漂流 [7].
- 打猎 [8].
- 溪降
- 飞行员救生船
- 攀岩 直达 [9].